# Georgina Barreiro Fajardo
Georgina Barreiro Fajardo là cựu chính khách Cuba, từng giữ chức Bộ trưởng Bộ Tài chính và Vật giá từ năm 2003 đến năm 2009.

## Sự nghiệp
Ngày 21 tháng 6 năm 2003, Barreiro được Fidel Castro bổ nhiệm làm Bộ trưởng Bộ Tài chính và Vật giá, sau khi Manuel Millares Rodriguez bị sa thải. Trước đó, bà từng giữ chức Phó Chủ tịch Ngân hàng Trung ương Cuba.
Ngày 2 tháng 3 năm 2009, trong quá trình cải tổ chính phủ của Raúl Castro, bà bị miễn nhiệm chức vụ và Lina Olinda Pedraza Rodríguez lên làm Bộ trưởng Bộ Tài chính và Vật giá tiếp theo.